# Pitcairnia insularis
Pitcairnia insularis är en gräsväxtart som beskrevs av Tatagiba och Ruy José Válka Alves. Pitcairnia insularis ingår i släktet Pitcairnia och familjen Bromeliaceae. Inga underarter finns listade i Catalogue of Life.